# 龍山県 (遼寧省)
龍山県（りゅうざん-けん）は中華人民共和国遼寧省にかつて存在した県。現在の朝陽市カラチン左翼モンゴル族自治県南西部に相当する。
遼代に潭州の州治として設置された。明朝が成立すると間もなく廃止されている。